# 張鎔
張鎔（1473年—？），字從範，府軍左衛軍籍直隸大名府東明縣人，明朝政治人物。

## 生平
順天府鄉試第十五名舉人。弘治十八年（1505年）中式乙丑科會試第二百九十八名，三甲第四十名進士。

## 家族
曾祖張本；祖父張林；父張資。前母李氏；母米氏。具庆下。